# ويليام إليس
ويليام إليس (بالإنجليزية: William Ellis)‏ (و. 1828 – 1916 م) هو عالم فلك، وعالم أرصاد جوية، من المملكة المتحدة لبريطانيا العظمى وإيرلندا، كان عضوًا في الجمعية الملكية، توفي عن عمر يناهز 88 عاماً.